# Aphelandra gracilis
Aphelandra gracilis är en akantusväxtart som beskrevs av Emery Clarence Leonard. Aphelandra gracilis ingår i släktet Aphelandra och familjen akantusväxter. Inga underarter finns listade i Catalogue of Life.